# Killinghammar
Killinghammar, hammarområde i Gunnilbo socken, Skinnskattebergs kommun, Västmanland (Västmanlands län). Killinghammar ligger ca 1 km sydöst om Bockhammar. Järnbruket ska ha anlagts före Bockhammars bruk (dvs före 1607). Från 1760 kom de två bruken att ha samma ägare, och kom senare att ingå i det stora Färna och Bockhammars fideikommiss. År 1849 beskrivs Killinghammar som ett järnbruk med 1 härd om 533 3/10 skeppund stångjärnssmide. Hammaren vid Killinghammar nedlades omkring år 1880.
Kvar idag finns grunden till hammarsmedjan, denna har hammarfästen i form av järnöglor. Dammvall och rester efter hjulgrav finns även. Inom området finns en tvåvånings timmerbyggnad vilken ska vara samtida med järnbruket.